# Фанні Корі
Фанні Янґ Корі (англ. Fanny Young Cory; 17 жовтня 1877 — 28 липня 1972) — художниця-мультиплікаторка та книжковим ілюстраторка, найвідоміша за своїми коміксами Синівські приказки та Маленька міс Маффет. Корі була однією з перших американських жінок-мультиплікаторок.
Вона підписувалася кількома псевдонімами: FY Cory, F. Cory Cooney та Fanny Cory Cooney, але зрештою використала Fanny Y. Cory як своє професійне ім'я. Іноді вона використовувала FYC як підпис на своїх ранніх роботах.

## Молодість і освіта
Фанні Янґ Корі народилася в Вокігані, штат Іллінойс, 17 жовтня 1877 року в сім'ї Бенджаміна Сейра Корі та Джессі Солтер Макдуґал. У дитинстві вона малювала або робила ескізи на всьому, що знаходила. Коли Корі було десять років, її мати померла від туберкульозу. Через два роки батько Корі перевіз сім'ю до Гелени, штат Монтана.
Корі було 14 років, коли вона почала вчитися під керівництвом художниці Мері К. Вілер, художнього керівника шкільної системи Гелени. У 1894 році її старший брат Джек і його дружина Берта запросили її погостювати з ними в Нью-Йорку. Через два роки Фанні вступила до Школи образотворчих мистецтв Метрополітен. Наступного року її прийняли до Ліги студентів мистецтва. Хоча Фанні була кращою студенткою, у сім'ї було небагато грошей на її освіту. Крім того, Фанні хотіла допомогти доглядати за своєю сестрою Агнес, яка хворіла на туберкульоз. Отже, Фанні залишила школу.

## Кар'єра ілюстрації

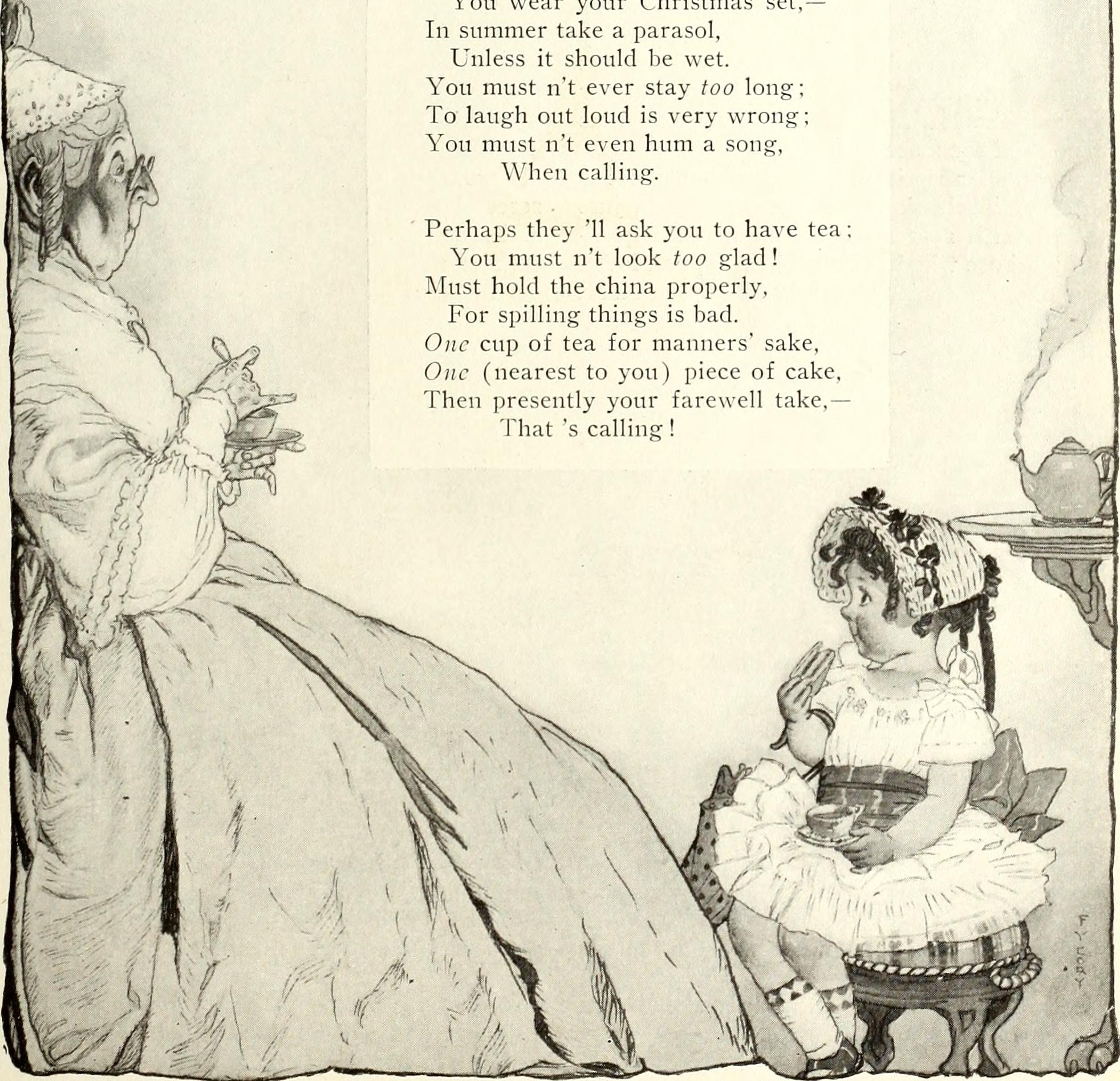
Фанні проілюструвала цей вірш до дня Святого Миколая у 1915 році.

Бажаючи підтримати себе та свою хвору сестру Агнес, Фанні почала продавати свої малюнки. Вона здійснила свій перший продаж у 1898 році журналу The Century Magazine. Коли її кар'єра процвітала, Фанні робила обкладинки та інтер'єрні ілюстрації для журналів, зокрема Century, Harper's Bazaar, Life, Scribner's, The Saturday Evening Post і St. Nicholas.
Фанні проілюструвала численні книги, включаючи видання 1902 року «Аліса у Дивокраї» і «Аліса в Задзеркаллі» Льюїса Керролла. Вона проілюструвала книги Френка Баума «Майстер-ключ» і «Зачарований острів Тиса». Вона проілюструвала «Близнюки Петтісон» Меріон Гілл (McClure, Phillips & Co, 1906). Фанні проілюструвала «Джекібоя у Веселковій країні» Вільяма Л. Гілла (Rand McNally & Company, 1911). Між 1913 і 1926 роками Фанні вирішила зосередитися на вихованні своїх дітей, і відклала свою кар'єру.
Щоб розслабитися, Фанні почав малювати химерними акварелями фей, квітів, птахів та інших маленьких тварин. Вона зробила по одному на кожну літеру алфавіту, до кожного з яких додавався вірш. Вона назвала їх своєю «Казковою абеткою». Фанні вважала ці картини своєю найкращою роботою, хоча вона сказала, що не планувала їх. Музей історичного товариства Монтани виставляв картини в 1950-х роках, але лише в 1980-х роках була опублікована «Казкова абетка». Книга була перевидана видавництвом Riverbend Publishing у 2011 році.

## Комікси
Перша спроба Фанні створити мультфільм «Бен Болт або „Дитина, яким ти був сам“» провалилася. Але в 1920-х роках Фанні потребувала грошей, щоб відправити дітей до коледжу, і вирішила спробувати ще раз. Вона почала продюсувати однокаркасний мультфільм під назвою «Чужі діти».
У 1926 році Фанні почала випускати свій улюблений комікс «Приказки синочка», який розповсюджував Ledger Syndicate. У ньому зображений передчасно розвиваючий 5-річний хлопчик і його погляд на світ. «Приказки синочка» з'являвся в багатьох газетах у Сполучених Штатах, Канаді, Австралії та Шотландії під ім'ям Фанні Ю. Корі. У 1935 році «Приказки синочка» перейшли до King Features, де публікувався до виходу Фанні на пенсію в 1956 році. Серія була настільки популярною, що в 1929 році EP Dutton випустив за нею книгозбірню.
У 1935 році Фанні почала творити «Маленьку міс Маффет», синдиковану King Features до 30 червня 1956 року. Розроблений, щоб конкурувати з «Маленькою сиріткою Енні», комікс розповідав про пригоди сироти Міллі Маффет та її собаки («Маленька міс Маффет» була написана Теклою Шойрінг з 1940 по 1946 рік). Комікс «Маленька міс Маффет» був опублікований у 1948 і 1949 роках у видавництві Best Books.

## Особисте життя
У 1902 році після смерті своєї сестри Агнес Фанні повернулася в Монтану. Її брати, Джек і Боб, хотіли випробувати щастя у видобутку золота, і вони запросили свою сестру приєднатися до них. Брати і сестра побудували три халупи на північний схід від Гелени, неподалік від шахти. Корі назвала свою «студією».
У 1904 році Фанні вийшла заміж за Фреда Куні та переїхала на його ранчо на річці Міссурі поблизу громади Каньйон-Феррі. Вона прийняла життя ранчо, створюючи свої ілюстрації з дошкою для малювання на колінах, сидячи біля вікна у вітальні будинку ранчо. Фанні посадила великі сади, консервувала продукти та прикрасила етикетки консервів ілюстраціями. У пари народилося троє дітей: Сейр, Роберт і Тед. У 1951 році Фанні була названа Матір'ю року Монтани. Фанні вийшла на пенсію в 1956 році. Вона переїхала в район Пьюджет-Саунд, щоб бути поруч зі своєю донькою Сейр. У 1972 році Фанні померла в Стенвуді, штат Вашингтон.
Її брат Дж. Кемпбелл Корі також став карикатуристом. Фанні Корі була пов'язана з Кейт Корі, особливо відомою своїми фотографіями та картинами хопі.

## Галерея

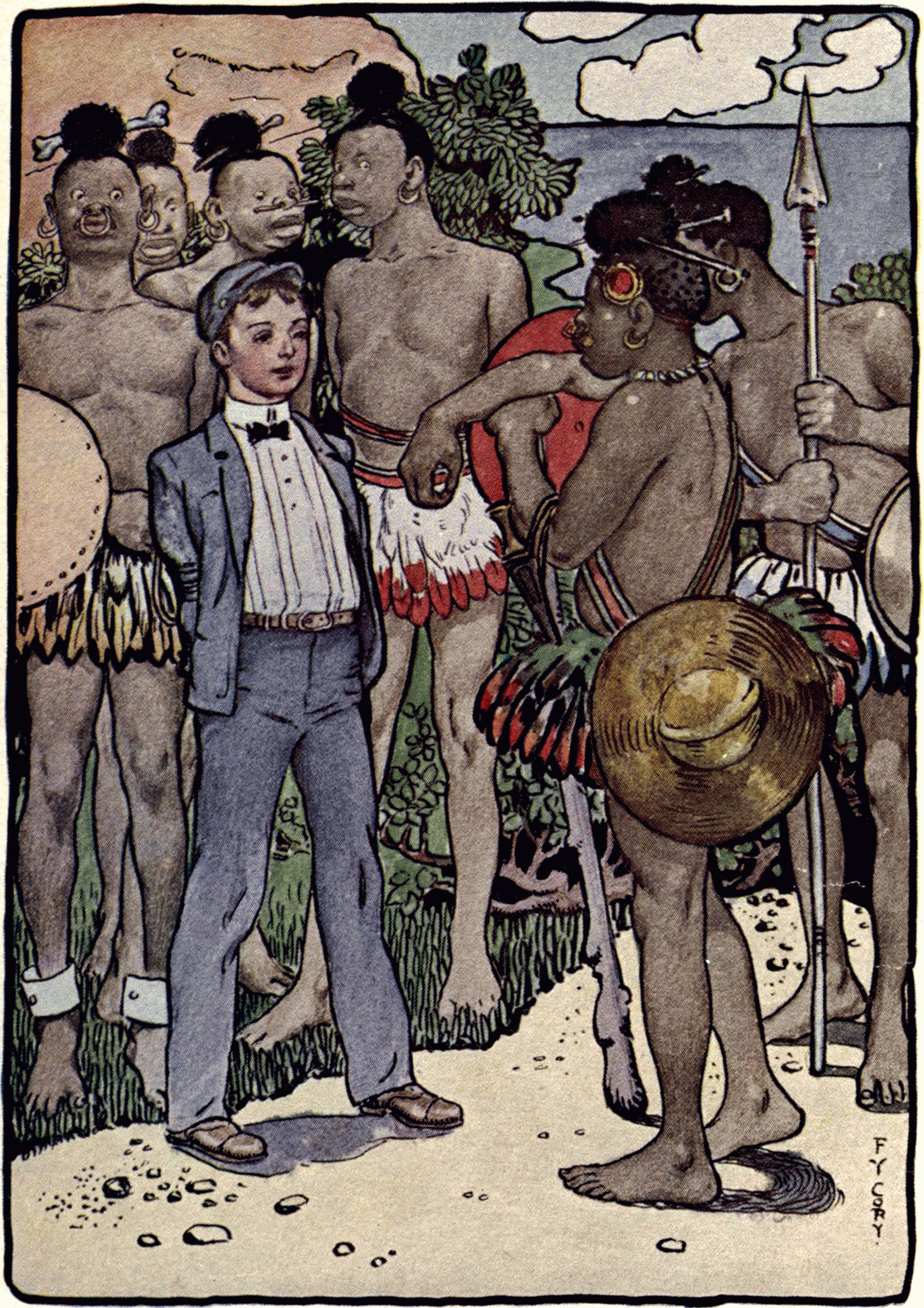
Головний ключ
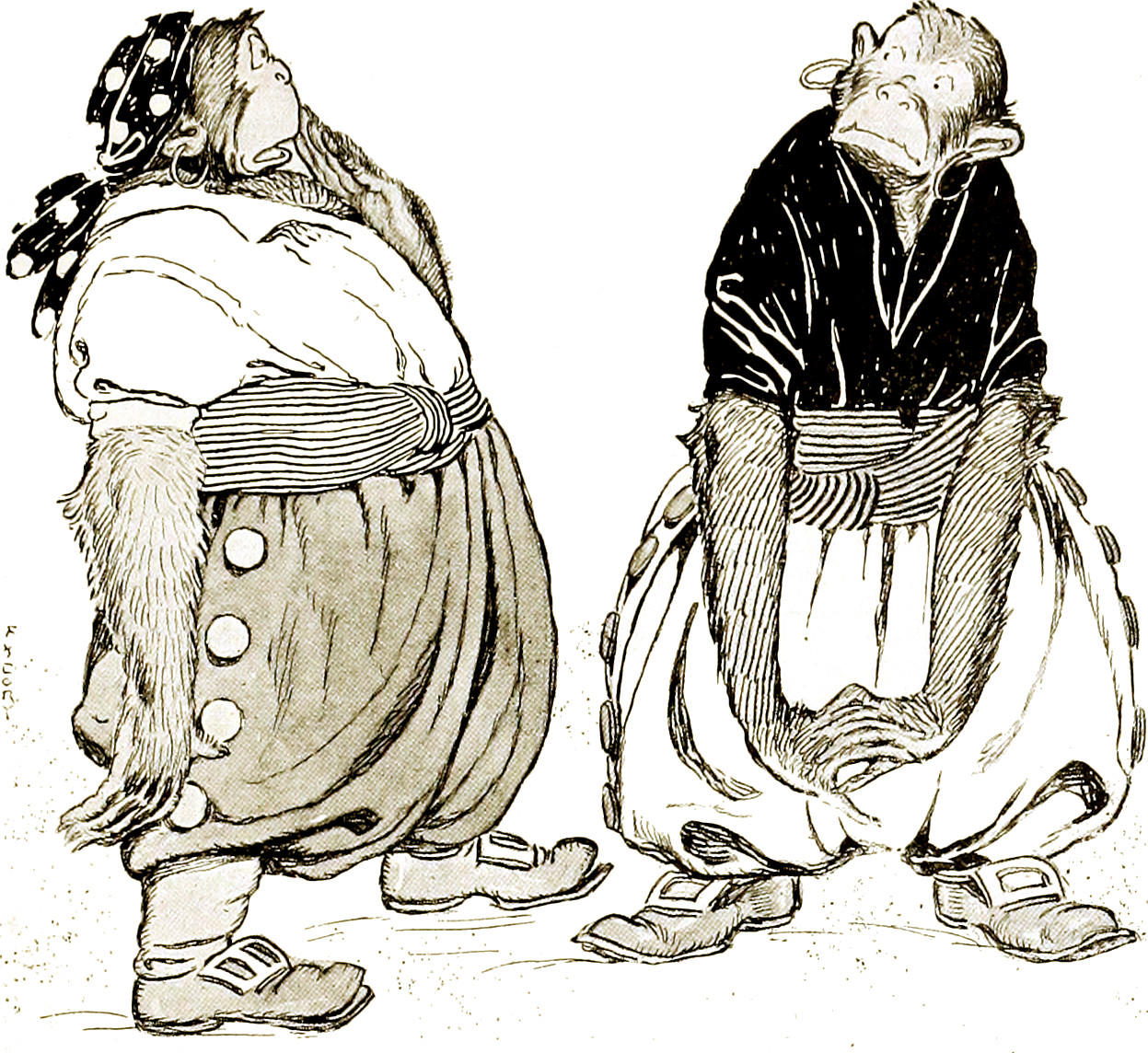
Пригоди Біллі Боулайн
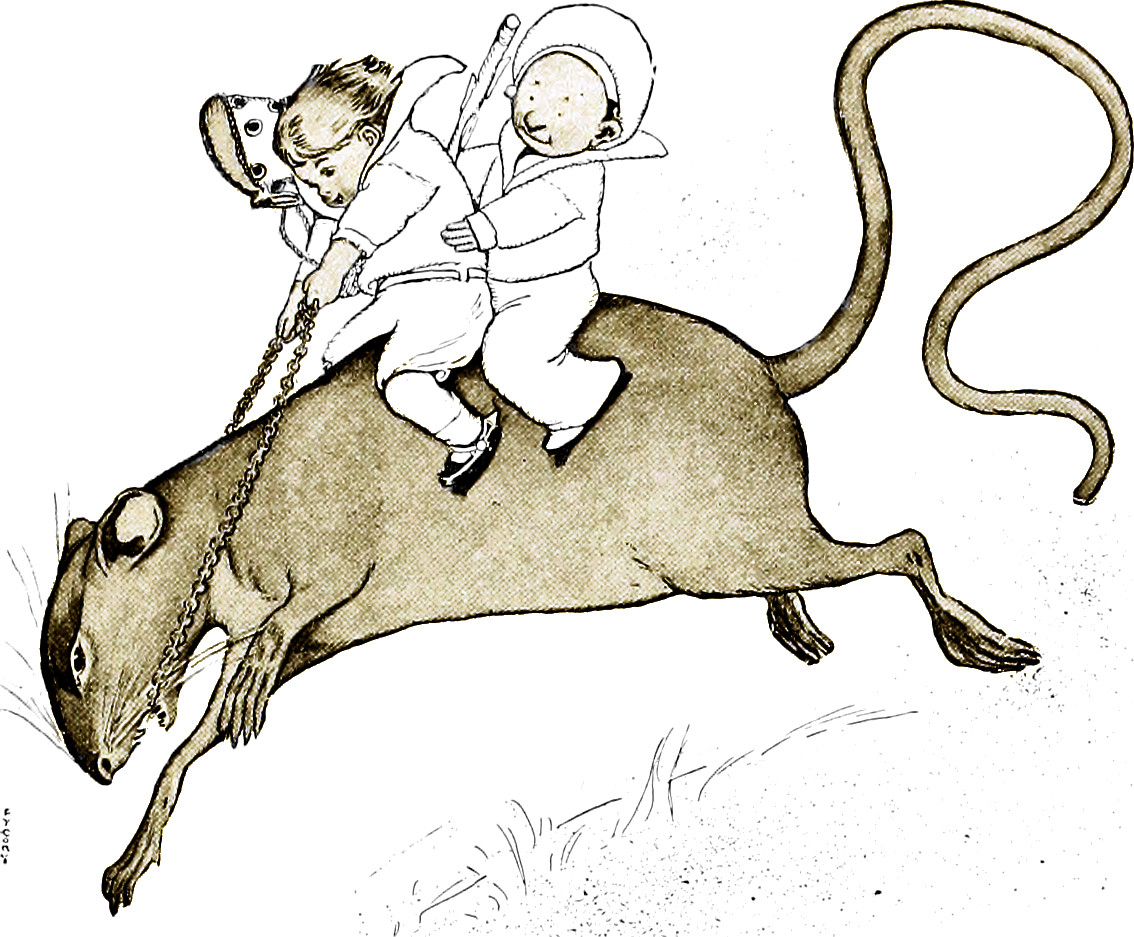
Пригоди Біллі Боулайн
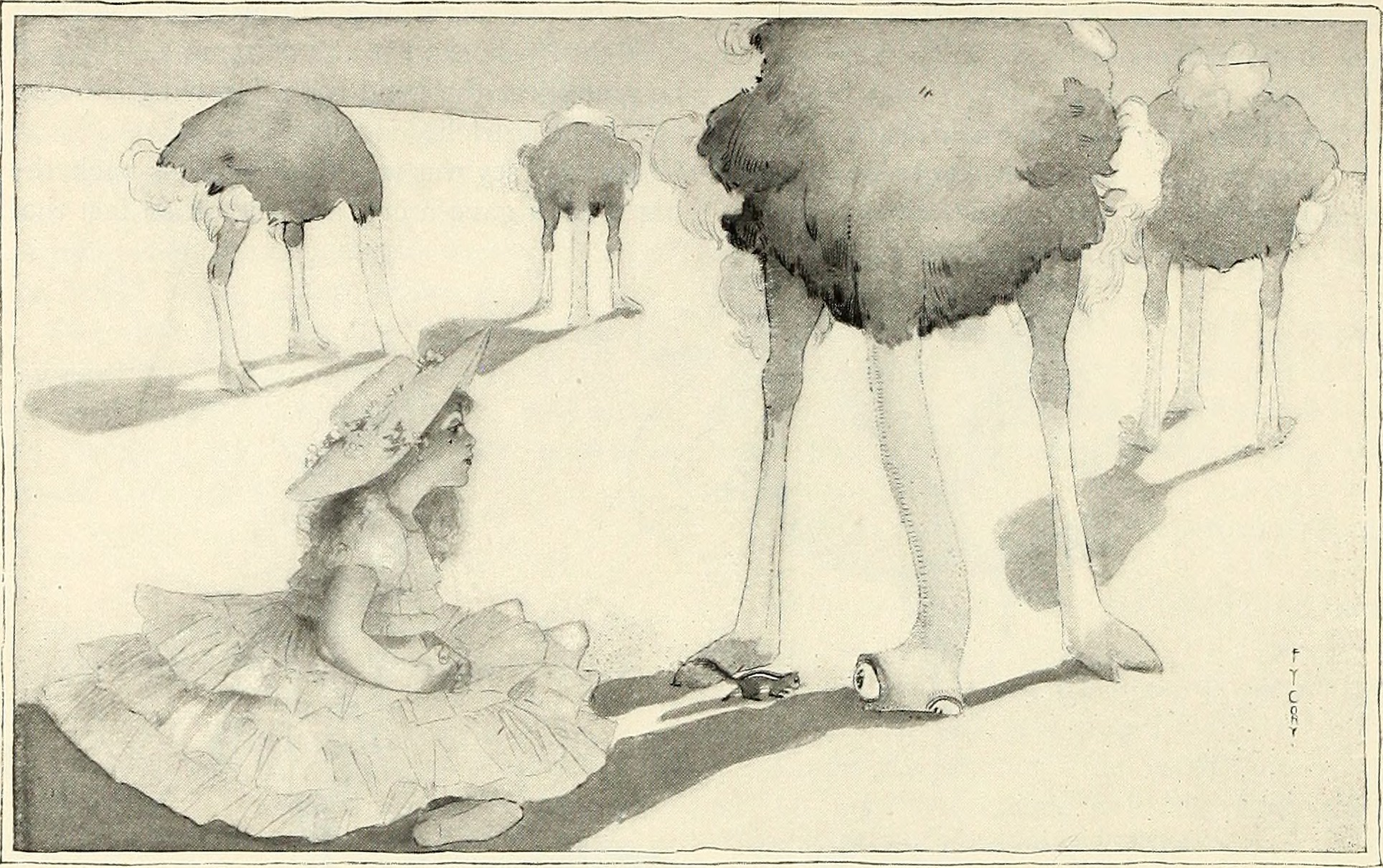
Святий Миколій (серія)